# 王継鵬
王 継鵬（おう けいほう、? - 通文4年閏7月12日（939年8月29日））は、十国の一つ閩（びん）の第4代君主にして第2代皇帝。廟号は康宗。また、恵宗王延鈞の次男である。

## 生涯
永和元年（935年）、皇城使の李倣と協力して恵宗を殺害し帝位を継承、王昶と改名し、李春燕を賢妃とした。翌年通文と改元、李春燕を皇后に封じていた。李春燕は元は恵宗の宮女であったが、王継鵬と私通した後、恵宗より下賜された。
康宗も父と同様、道教に心酔した。政事については道士である陳守元との相談が行われ、また陳守元のために大規模な造営を行う必要から売官が横行し、政事は大いに乱れた。また康宗は猜疑心が強く、宗室を次々と粛清し、叔父の王延羲は禍から逃れるため発狂したように装い、自宅に軟禁されたこともあった。
当時は王審知の近衛軍であった拱宸都・控鶴都が存在していたが、康宗は自身の親軍である宸衛都を優遇したことから軍内に不満が発生、通文4年（939年）、拱宸・控鶴の軍使朱文進・連重遇が王宮への放火を疑われたことに不満が爆発、先手を取るべく両軍は王宮内に侵入し康宗は囚われの身となった。囚われた康宗は李春燕（中国語版）及び諸子と共に従弟の王継業により殺害された。

## 宗室

### 后妃
- 夫人李氏（生別）
- 皇后 李春燕

### 子女
- 『旧五代史』によれば少なくとも2人以上の殺害された息子がいた。